# Arth
Arth je město ve švýcarském kantonu Schwyz. Žije zde přibližně 12 tisíc obyvatel.

## Geografie

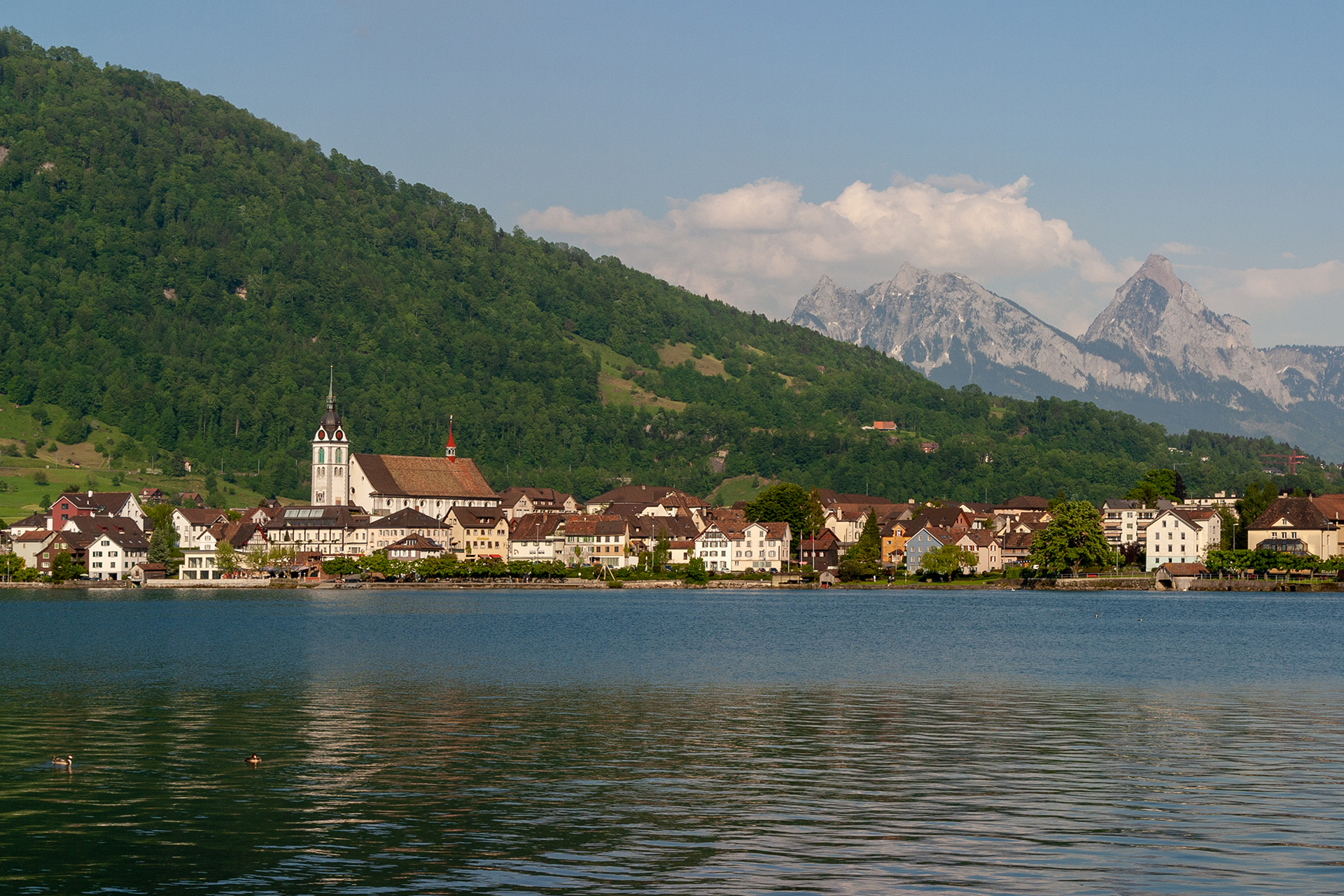
Arth; v popředí Zugské jezero

Město Arth leží na jižním břehu Zugského jezera v údolí mezi horami Rossberg a Rigi. Jeho území má rozlohu 4858 hektarů, včetně části Zugského jezera. Přibližně 26 % rozlohy obce tvoří obdělávaná půda a asi 30 % lesy; zbývající plocha je využívána pro sídla a dopravní infrastrukturu.
Politická obec Arth se skládá z místních částí Arth, Oberarth, Goldau a části Rigi.
Pohoří Schwyzských Předalp patří ke srážkově nejbohatším krajinám na severním okraji Alp. Z Rigi a Rossbergu stékají četné potoky k jezerům poblíž Arthu. Řeka Rigiaa, jejíž prameny leží pod Rigi-Kulm (1797 m n. m.), nejvyšším bodem obce Arth, a Rigi-Staffel, je nejdelším tokem v obci. Protéká údolím u Rigi-Klösterli, překonává hlubokou, strmou soutěsku pod Rothenfluh a rokli na Goldauerbergu, protéká Goldau a Oberarthem a vlévá se do Zugského jezera v Arthu.

## Historie

Letecký pohled (1919)

Prvními osadníky Arthu byli obyvatelé kůlových obydlí a Keltové (Helvéciové). Také název údolí je keltského původu, neboť slovo Arth pochází ze slova „Artha“ což znamená „zoraná půda“. Rozsáhlá rovina od jižního konce jezera až po Goldau a slunné svahy na Sonnenbergu byly dobrou pastvinou a ornou půdou. Hojnost ryb v jezeře a ve vodách protékajících údolím poskytovala kromě zemědělství a lovu i dobrý zdroj potravy.
Tuto oblast vlastnila také hrabata z Lenzburgu, Kyburgu a Habsburkové. V roce 1315 uzavřeli obyvatelé Schwyzu spojenectví s obyvateli Arthu, aby si zachovali svobodu proti rakouské nadvládě. Jako ochrana proti případným útokům byla z balvanů a dalších skal postavena kamenná zeď, která se táhla od úbočí Rossbergu podél jezera až k úbočí hory Rigi. Dnes po ní nejsou patrné téměř žádné stopy.
V roce 1353 prodala markraběnka Maria von Baden obci Arth své pozemky v údolí včetně lesa a horských pastvin. Správa tohoto rozsáhlého obecního majetku vedla ke vzniku korporace Unterallmeind.
Od roku 1520 se zde díky protestantskému faráři Balthasaru Trachselovi objevují stoupenci reformace, rodina von Hospenthal je známá svým jménem. Ti mohli až do roku 1655 existovat skrytě jako nikodemité nebo kryptoprotestanti a slavit protestantské bohoslužby s přijímáním v soukromých domech. Poté již nebyli tolerováni kvůli selským povstáním a politické nejistotě. Během takzvaného Hummelhandelu uprchlo 37 protestantů do Curychu, asi 25 lidí bylo zatčeno, čtyři zůstali neoblomní a byli sťati. To vyprovokovalo reformovaný Curych a vedlo k první Villmergské válce v roce 1656. V témže roce byl postaven kapucínský klášter Arth, v roce 1668 následovala poutní kaple Panny Marie Sněžné na Rigi Klösterli a v roce 1696 současný barokní farní kostel.
K sesuvu půdy v Goldau došlo 2. září 1806. Na hromadě suti, vysoké několik metrů, byl později vybudován důležitý železniční uzel Arth-Goldau.
Prvními turistickými cíli na hoře Rigi bylo poutní a lázeňské středisko Rigi-Kaltbad, založené v 17. století, a poutní místo Panny Marie Sněžné u horské kaple na Rigiaa, z něhož se vyvinulo lázeňské středisko Rigi-Klösterli. Koncem 18. století začali na horu jezdit turisté a v roce 1816 postavil Martin Bürgi na Rigi-Kulm první hostinec. V 19. století byly na hoře otevřeny další hotely, které byly od roku 1871 snadno dostupné horskou železnicí z Vitznau a od roku 1873 z Arthu.
Dne 23. července 1969 vyhrálo družstvo z Arth-Goldau 3. kolo mezinárodních Her bez hranic. Hra se hrála v italské Casertě. Bylo to první vítězství švýcarského týmu v tomto televizním programu.

## Obyvatelstvo
| Rok            | 1743 | 1850 | 1900 | 1950 | 2000 | 2005 |
| Počet obyvatel | 2134 | 2196 | 4739 | 5816 | 9593 | 9918 |

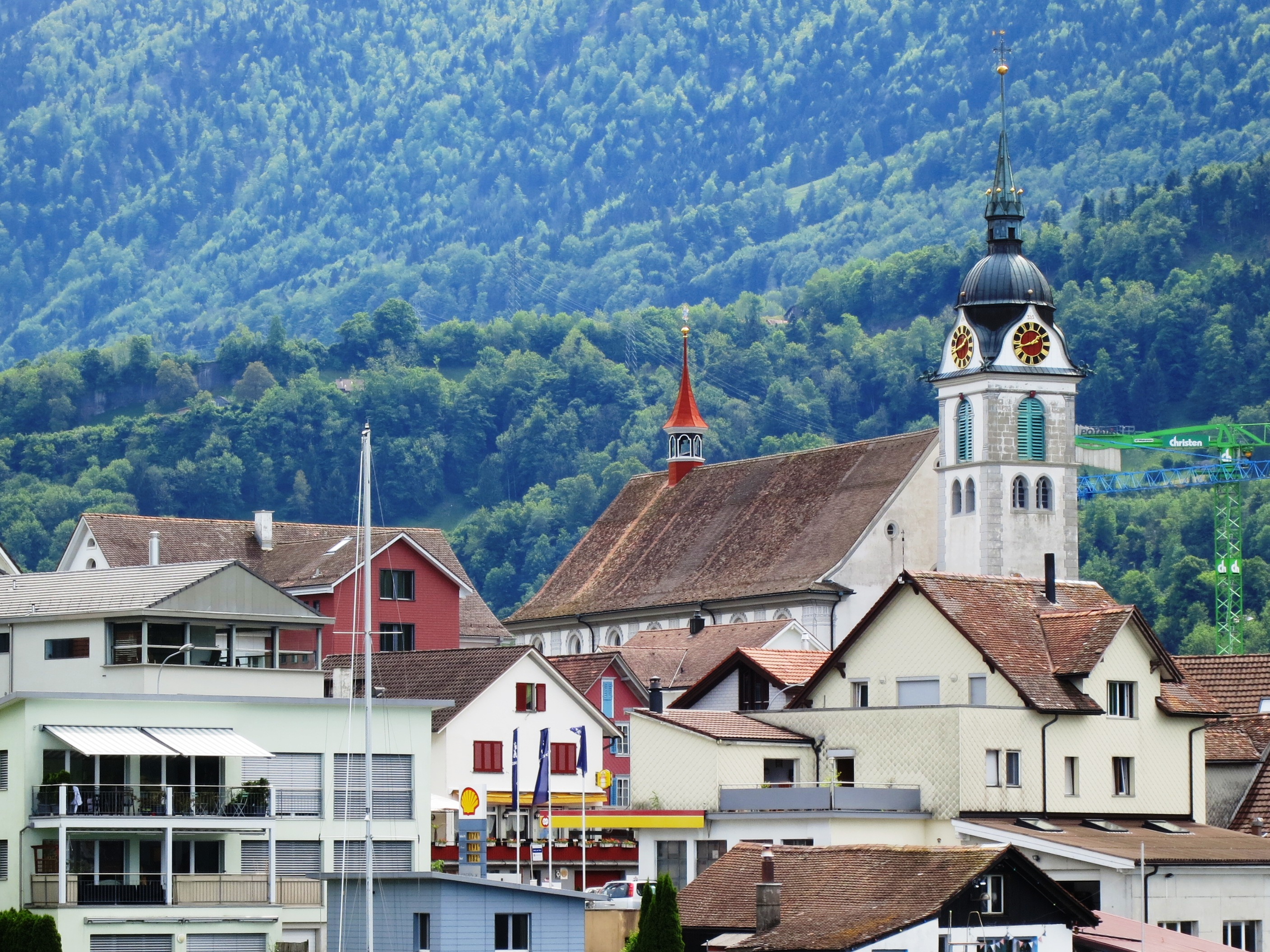
Centrum Arthu s kostelem

Většina obyvatel (k roku 2000) hovoří německy (86,9 %), druhá nejčastější je albánština (3,9 %) a třetí srbochorvatština (3,2 %). Podle sčítání lidu z roku 2000 se 6927, tj. 72,2 %, hlásí k římskokatolické církvi a 939, tj. 9,8 %, ke švýcarské reformované církvi.

## Doprava

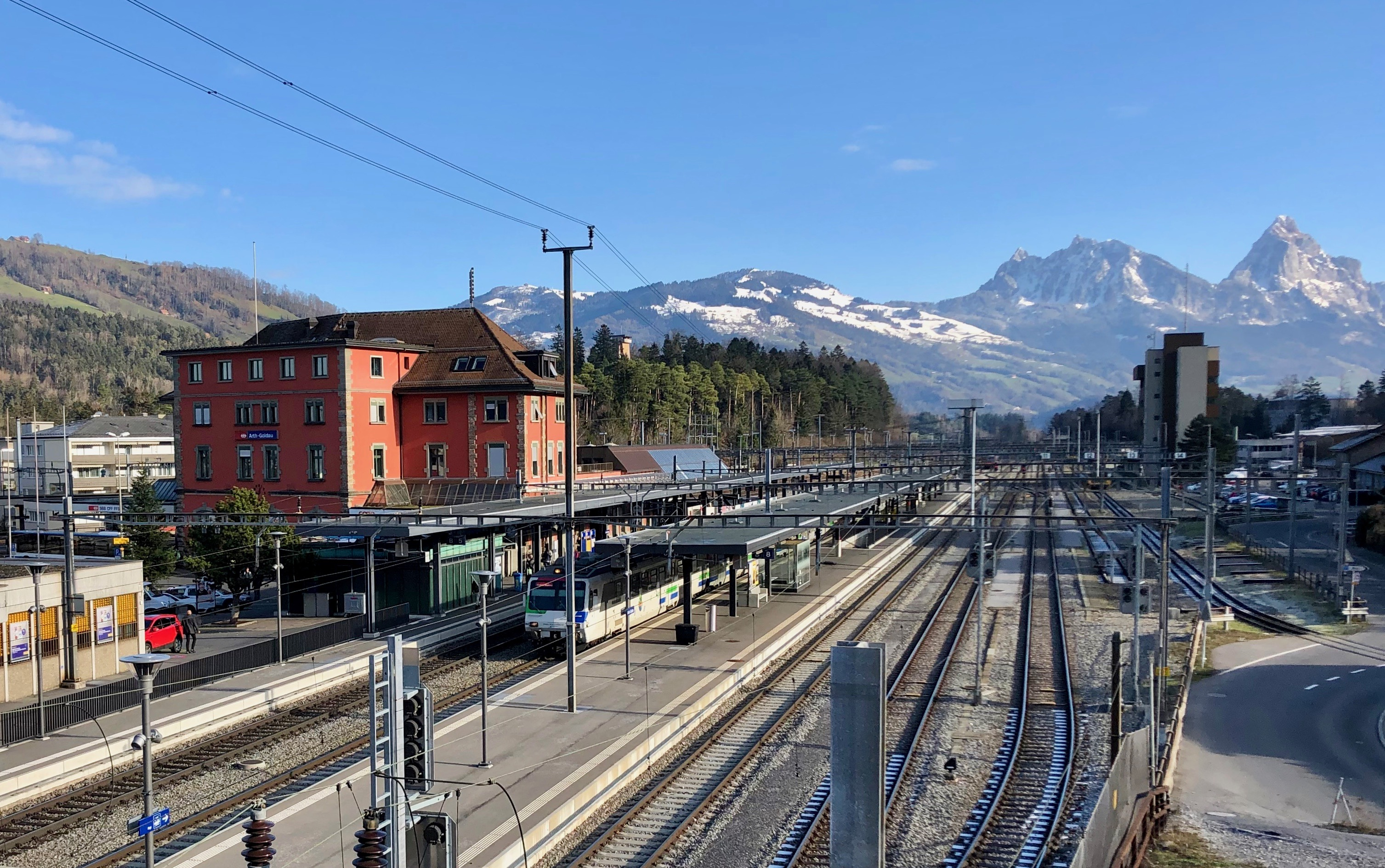
Železniční stanice Arth-Goldau

Údolí Arth je dopravním uzlem celostátního významu s evropskou severojižní dopravní osou na železnici a silnici. Jižně od Arthu vede podél úpatí Rigi dálnice A4. U samotné obce Arth se nachází křižovatka s jediným výjezdem z Immensee, u Goldau je plná křižovatka. Hlavní silnice 2 z Basileje přes Gotthard prochází přes Arth, kde se napojuje na hlavní silnici 25, která přichází z Lenzburgu a Zugu do středního Švýcarska, a přes Goldau do Lauerzu. V Oberarthu se z hlavní silnice 2 odpojuje „Steinerbergstrasse“ (hlavní silnice 371), která vede přes Steinerberg do Sattelu, kde se setkává s hlavní silnicí 8. U zoologického parku v Goldau odbočuje z hlavní silnice 371 „Steinerstrasse“ (hlavní silnice 369), která vede podél Gotthardské dráhy a dálnice do Steinenu a odtud dále do Schwyzu.
V Goldau se nachází železniční stanice Arth-Goldau na Gotthardské dráze, jednom z hlavních dopravních uzlů švýcarské železniční sítě, kterou obsluhují čtyři železniční tratě: trať z Lucernu, trať z Zugu, Gotthardská dráha ze Schwyzu a trať Biberbrugg – Arth-Goldau. Kromě toho vede z údolní stanice vedle nádraží Arth-Goldau až do Rigi-Kulmu dráhy Arth-Rigi (ARB).